# Galeopsis
Galeopsis L. je rod iz familije Lamiaceae Lindl. Ime roda potiče od grčkih reči gale, što znači tvor, i opsis, što znači izgled, lik, zbog izvesne sličnosti cveta sa glavom tvora.

## Opšte karakteristike
Vrste roda Galeopsis su jednogodišnje zeljaste biljke. Izdanak je uglavnom pokriven dlakama, ali može biti i go. Grane su često lučno uspravne. Listovi imaju lisnu dršku. Mogu biti jajasti do lancetasti, testerasti ili grubo nazubljeni. Retko su nenazubljeni. Imaju perastu nervaturu. Uglavnom su tanki. Priperci nisu posebno diferencirani. Cvetovi su uglavnom sedeći. Šest do 16 cvetova je složeno u dva do osam gustih prividnih pršljenova, postavljenih jedan iznad drugog, u gornjem delu stabljike i grana. Brakteole su šilaste. Čašica je cevasta do zvonasta, sa pet do deset istaknutih nerava i pet skoro jednakih zubaca, koji se završavaju dugim, trnoliko šilastim vrhom. Gornji zupci su često duži od donjih. Krunica je dvousnata, žućkasta, crvena ili belo-žuto-ljubičasto šarena, spolja pokrivena dlakama. Krunična cev je duža od čašice, uglavnom prava, u gornjem delu trbušasto proširena, bez unutrašnjeg dlakavog prstena. Gornja usna krunice je u obliku šlema, jako ispupčena, celog oboda ili nazubljena. Donja usna je malo naniže savijena, trorežnjevita. Prašnika ima četiri, a nalaze se ispod gornje usne krunice. Prednji prašnici su duži. Prašnički konci su na vrhu uvijeni, zbog čega antere stoje poprečno. Stubić se završava sa dva, skoro jednaka, kratka, šilasta režnja žiga. Plodići su trostrano do četvorouglasto jajasti, spreda zaokrugljeni, glatki.  

## Vrste
Rod obuhvata 16 vrsta, rasprostranjenih u Evropi, Aziji i Americi:
- [4]

U flori Srbije je zabeleženo šest vrsta: 

## Spoljašnje veze
- The Euro+Med PlantBase — the information resource for Euro-Mediterranean plant diversity
- Tropicos